# Баба (нос)
Вижте пояснителната страница за други значения на Баба.

Нос Баба (на турски: Baba Burnu) или нос Лектон (на старогръцки: Λεκτόν), е най-западната точка на континенталната част на Турция, което го прави най-западната точка на Азия. Намира се в село Бабакале („Замъкът на бащата“), Айваджък, Чанаккале, в историческата зона на Троада. Географските му координати са 39°28′ с.ш. и 26°3′ и.д.
Нос Баба се споменава от Омир, както и от много древни автори и географи, включително Херодот, Тукидид, Аристотел, Ливий, Плутарх, Страбон, Плиний Стари, Атеней и Птолемей.

## География
Носът се намира на по крайбрежието на Егейско море, във вилает Чанаккале. Недалеч се намира селището Бабакале. Климатът в областта е средиземноморски, с дълго и топло лято. На носа има морски фар и корабно пристанище.